# Vertebradas
Las Vertebradas (the Spine en inglés) son una cordillera del mundo ficticio de Alagaësia, creado por Christopher Paolini para la trilogía El legado.
Recorre de por completo la costa Oeste de Alagaësia. Sólo tienen un paso notable, el del río Toark, que sirve para aislar la costa del interior. La mayor parte de la gente del imperio teme las Vertebradas por lo que representa, en especial desde que Galbatorix perdiera allí la mitad de su ejército contra los jinetes de dragón. Es el hogar de los úrgalos y de muchas otras criaturas, realmente un sitio peligroso para los humanos.
Las Vertebradas juegan un papel fundamental en la historia: es donde los úrgalos mataron al primer dragón de Galbatorix, y a los compañeros de este, provocando la locura de éste, y en última instancia, toda la situación presente. Es allí donde Eragon encontró el huevo de Saphira, dando origen al argumento de la trilogía. Tanto éste como Brom, Saphira y Roran las han usado como escondrijo. Es allí donde Eragon monta sobre Saphira por primera vez. En Eldest, Roran conduce a los habitantes de Carvahall a través de ellas hasta Teirm. Se menciona además que el miedo de Sloan a este lugar se debe a que se esposa falleció en estas montañas, en un lugar llamado la Catarata de Igualda. Al principio de la historia parece que el miedo está totalmente justificado por los humanos de los alrededores de las vertebradas pero en Eldest Oromis dice que los miedos a las montañas son supesticiones y los elfos no reconocen nada de lo sobrenatural.
- Datos: Q3775541